# 第37独立空中襲撃旅団 (カザフスタン空中機動軍)
第37独立空中襲撃旅団は、カザフスタン陸軍の旅団級空挺部隊。

## 歴史
第37独立空中襲撃旅団は、2003年4月、旧ソ連軍第173自動車化狙撃師団（サルィ・オゼク駐屯。アフガニスタン紛争 (1978年-1989年)時は第68自動車化狙撃師団）のタルドィ・クルガン自動車化狙撃連隊に基づき編成された。

## 編制
旅団は、3個空中襲撃大隊と支援部隊から成る。旅団は、志願兵で完全充足されている。なお、旅団には、専門の偵察部隊が存在しないが、これは、練度の高い志願兵から適時に偵察グループを編成できるとも考えからである。
- ?空中襲撃大隊
- ?空中襲撃大隊
- ?空中襲撃大隊
- 砲兵大隊

## 装備
- BMP-1P x 95
- BTR-80 x 1
- BTR-70 x 40
- MTO-80 x 1
- BMP-1K x 2
- BMP-2K x 1
- BRM-1K x 12
- BREM-2 x 3
- BTS-4 x 2
- R-145 x 1 - BTR-60pbの改良型
- TRM-A-80 x 1
- ZSU-23-4「シルカ」 x 4
- BRDM-2 x 1
- D-30 122mm榴弾砲 x 12
- 9P-138「グラード-1」122mm多連装ロケット砲 x 6

## 歴代旅団長
| 職名   | 就任年 | 氏名                       | 階級     |
| ------ | ------ | -------------------------- | -------- |
| 旅団長 |        | アルマーズ・ジュマケーエフ | 親衛大佐 |